# Auto Craft Northwest
Auto Craft Northwest war ein US-amerikanischer Hersteller von Automobilen.

## Unternehmensgeschichte
Das Unternehmen hatte seinen Sitz an der NE Alberta Street in Portland in Oregon. Zwischen 1967 und 1968 stellte es Automobile und Kit Cars her. Der Markenname lautete Auto Craft Northwest.

## Fahrzeuge
Ein Modell war ein VW-Buggy. Er basierte auf einem Fahrgestell vom VW Käfer. Ein luftgekühlter Vierzylinder-Boxermotor im Heck trieb die Fahrzeuge an.
Der Mk III war ein Sportwagen auf gleicher Basis. Er ähnelte einem Modell von Fiberfab, je nach Quelle dem Fiberfab Avenger oder dem Fiberfab Valkyrie. Der Einbau von V8-Motoren von Chevrolet sowie des Sechszylinder-Boxermotors vom Chevrolet Corvair soll möglich gewesen sein.